# NuGet
NuGet（ニューゲット）とは.NET Frameworkに対応するフリー・アンド・オープンソースのパッケージマネージャである。かつてはNuPackと言う名で知られていたが既にあるソフトウェアパッケージのNUPACKとの混乱を避けるため変更された。
2010年に登場して以来、NuGetはツールとサービスのより大きなエコシステムへと発展してきた。
NuGetはVisual Studioエクステンションとして配布されている。Visual Studio 2012以降は標準で含まれているほか、SharpDevelopにも統合されている。NuGetはコマンドラインからも利用でき、スクリプトによる自動化も可能である。
NuGetは複数のプログラミング言語に対応し、対応する言語には以下が含まれる。
- .NET Frameworkパッケージ
- CoAppの補助で作成されたC++[6]によるネイティブのパッケージ